# St. Joseph (Bussnang)

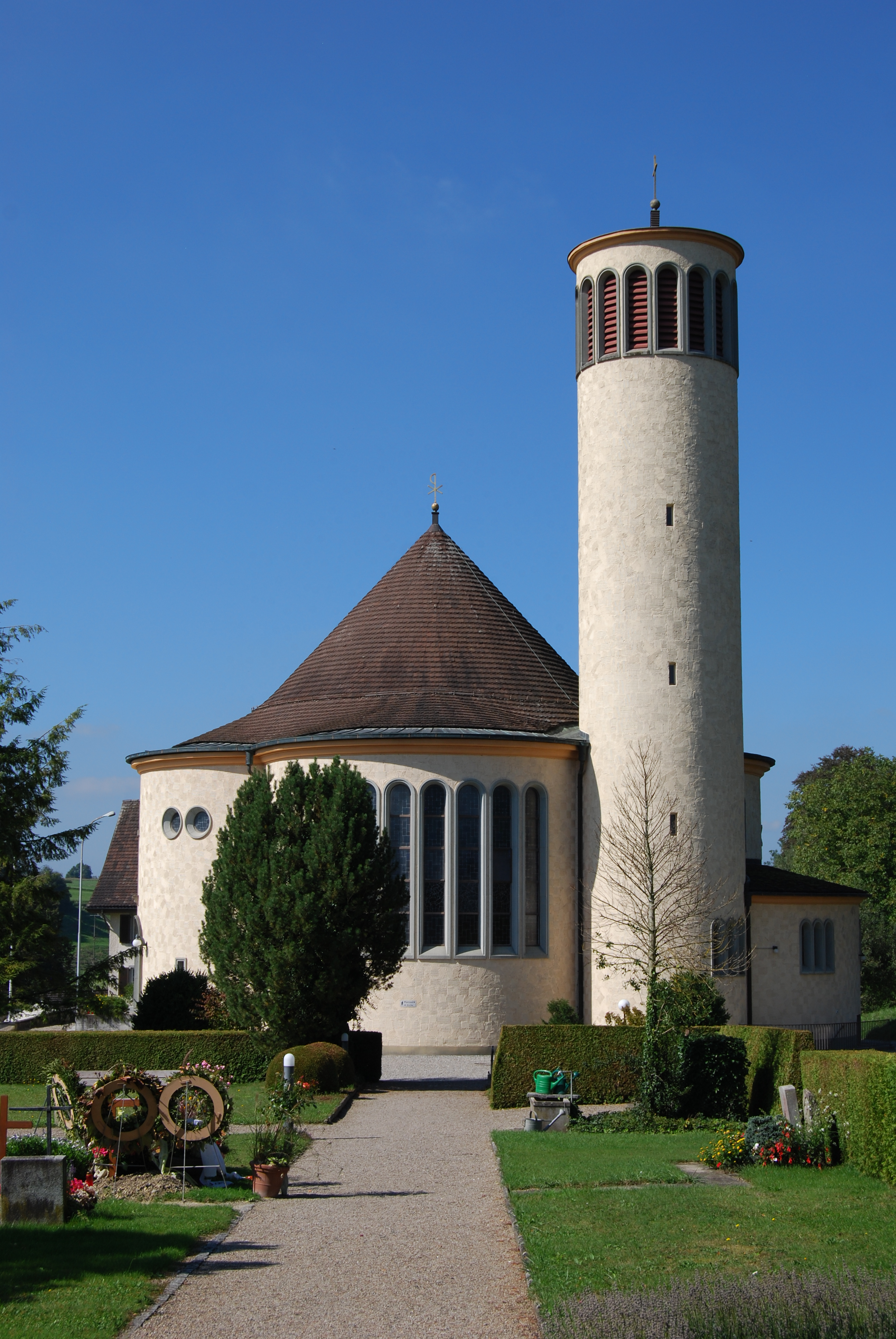
Kirche St. Joseph Bussnang

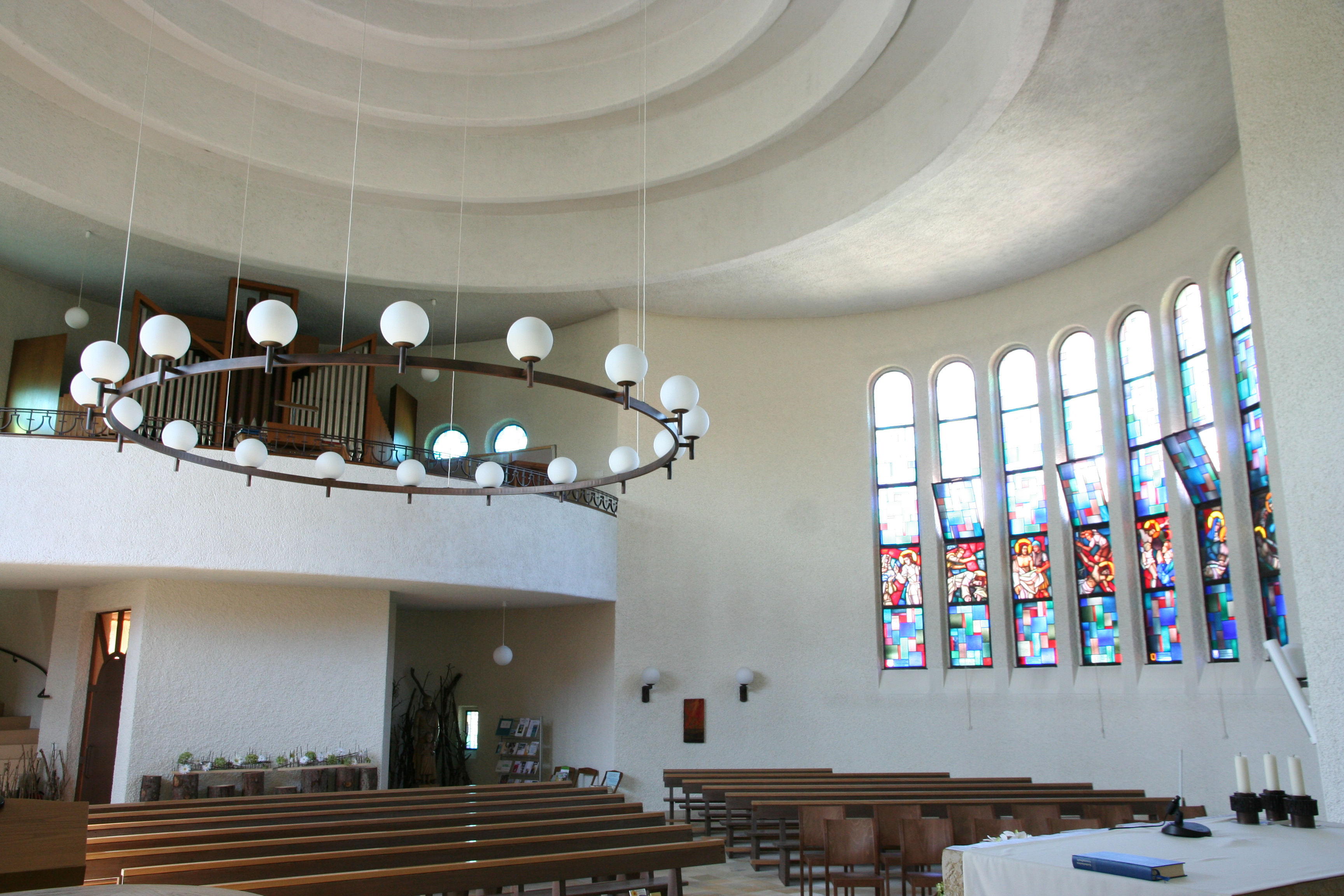
Innenansicht

Die Kirche St. Joseph ist die römisch-katholische Kirche von Bussnang im Kanton Thurgau. Bussnang gehört zum Seelsorgeverband Nollen-Thur, zu dem sich sieben Kirchgemeinden zusammengeschlossen haben.

## Geschichte

### Vorgeschichte und Namensgebung
Im Jahr 885 vererbte Wolfhart von Hünikon seinen Besitz dem Kloster St. Gallen unter der Bedingung, dass in Bussnang eine Kirche errichtet werde. Diese war der erste Vorgängerbau der heutigen Evangelischen Kirche Bussnang. Es handelte sich um eine der ältesten Kirchen bzw. Pfarreien im Kanton Thurgau. Die Kirche war dem hl. Gallus geweiht, die Pfarrei erstreckte sich über ein riesiges Gebiet zwischen Ottoberg und Nollen. 
Nachdem 1528 Bussnang zum neuen reformierten Glauben übergetreten war, folgten Jahrzehnte der Streitigkeiten mit einer katholischen Minderheit, die sich im Ort gehalten hatte. Ab 1583 wurde den Katholiken zugestanden, in der Kirche katholische Gottesdienste abzuhalten. Bis 1935 wurde die Kirche simultan genutzt. Ab da war die paritätische Kirche ganz den Reformierten vorbehalten, die Katholiken besuchten fortan den Gottesdienst in der neu errichteten St. Josephskirche.

### Entstehungs- und Baugeschichte
Nachdem die Katholiken von Bussnang beschlossen hatten, in den 1930er Jahren eine eigene Kirche zu errichten, konnte für den Entwurf der expressionistische Architekt Otto Linder gewonnen werden, der aus der Stuttgarter Schule stammte. Erbaut wurde die Kirche in den Jahren 1934–1935 durch den St. Galler Architekten Aufdermaur. Für die seinerzeit 300 Seelen zählende Gemeinde wurde ein für die damalige Zeit moderner Kirchenraum geschaffen, der dank Spenden Altäre in Stuckmarmor, Buntglasfenster von Andreas Kübele sowie ein Hochaltar-Fresko von Fritz Kunz erhielt. 1976 wurde das Innere der Kirche neu gestaltet, wobei auch das Hochaltarfresko mit einer Putzschicht verdeckt wurde.

## Baubeschreibung

### Äusseres und Glocken
In unmittelbarer Nachbarschaft der evangelischen Kirche St. Gallus errichtet, erhebt sich die katholische Kirche auf einer Anhöhe zwischen der Thur und dem Ortskern von Bussnang. Der expressionistische Bau, an dessen Rundturm die Schallöffnungen die Gestalt der Kirchenfenster aufnehmen, ist von weitem zu sehen. Die Glockenstube birgt ein vierstimmiges Geläut, das auf die 1936 neu gegossenen Glocken der evangelischen Kirche abgestimmt ist. Die katholische Kirche besitzt vier Glocken, die in der Tonfolge c` e` g` a` erklingen. Gegossen wurden die Glocken der katholischen Kirche im Jahr 1936 in Staad bei Rorschach SG.
Bei der St. Josephskirche handelt es sich um einen Zentralbau, dessen Grundriss einem vierblättrigen Kleeblatt ähnelt. Unter einem Vordach gelangt der Besucher durch eine der beiden Türen in die Kirche hinein.

### Innenraum und künstlerische Ausstattung
Die Ausstattung der Kirche St. Joseph wurde in zwei Phasen gestaltet. Aus der Bauzeit des Gotteshauses stammen die Glasfenster von Andreas Kübele. Die Glasfenster sind im expressionistischen Stil gehalten und enthalten die 14 Kreuzwegstationen. Über dem Hauptraum befindet sich eine Flachdecke, die mit runden Strukturen gestaltet ist. Der Altarraum und die Beleuchtung der Kirche wurden 1976 geschaffen. Der Altar nimmt die kreisförmigen Elemente der Decke auf. Die warme Farbgebung der Wände und die Holzelemente der Ausstattung verleihen dem Innenraum einen freundlichen Gestus.

### Orgel

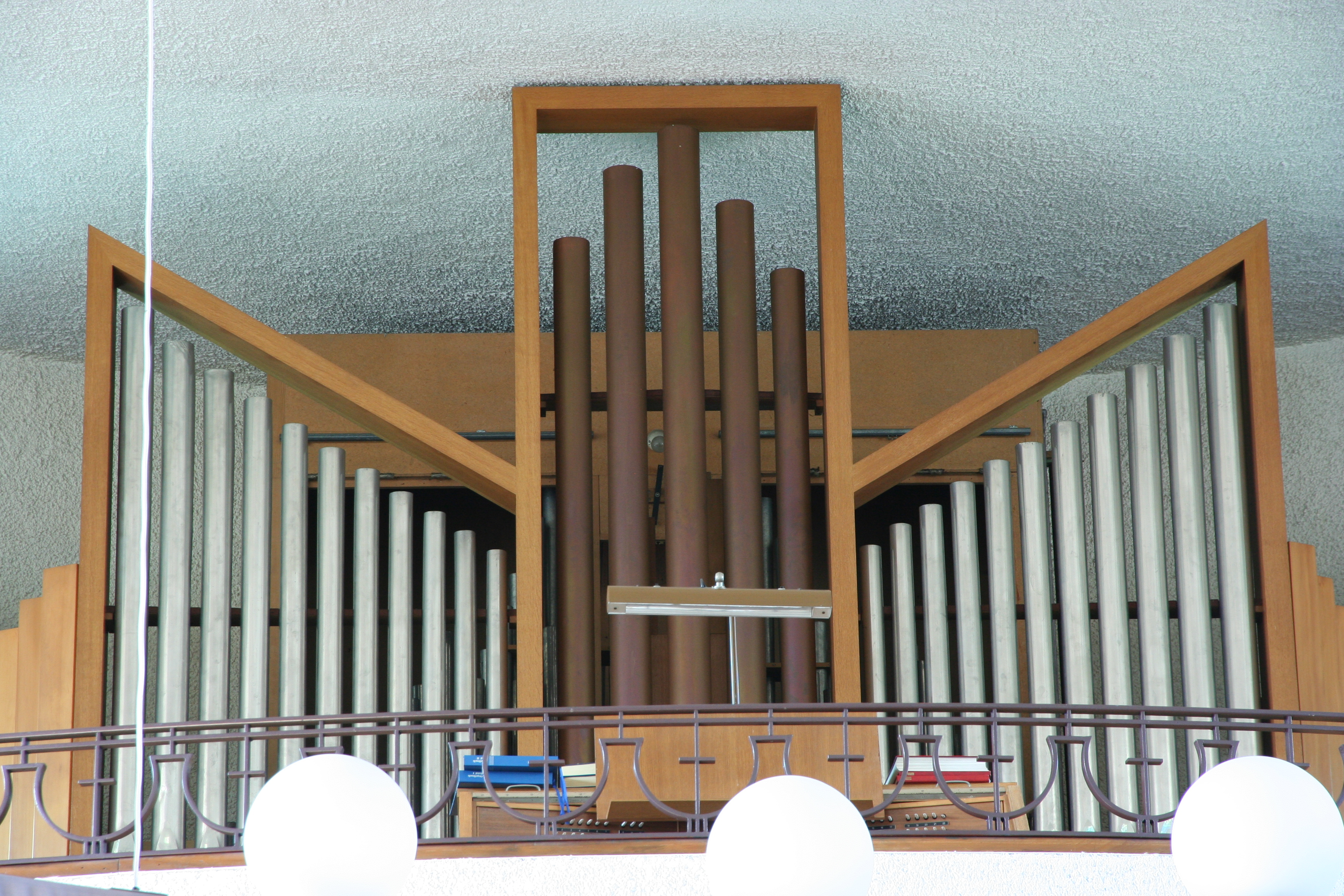
Schamberger-Orgel von 1962

In der Kirche St. Joseph wurde zunächst ein schlichtes Harmonium, später eine elektronische Orgel verwendet. 1962 erhielt die Kirche ihre Orgel, ein Instrument von Georges Schamberger aus Uster. Das ursprünglich 17-registrige Instrument wurde 1967 um zwei Register erweitert: Fagott 16′ im Pedal und Trompete 8′ im Schwellwerk. Da das Instrument klanglich nicht befriedigte, wurde bei der Kirchgemeinde 2008 die Beschaffung einer elektronischen Orgel beantragt. Da dies abgelehnt wurde, restaurierte man die vorhandene Pfeifenorgel.
Disposition der Orgel:
| I Hauptwerk C–g3 |                |
| Prestant         | 8′             |
| Spitzgedeckt     | 8′             |
| Oktav            | 4′             |
| Holzflöte        | 2′             |
| Prinzipal        | 2′             |
| Terzian II       | 1 3⁄5′ + 1 ⁄3′ |
| Mixtur IV        | 1 ⁄3′          |

| II Schwellwerk C–g3 |    |
| Weidenpfeife        | 8′ |
| Gedeckt             | 8′ |
| Prinzipal           | 4′ |
| Rohrflöte           | 4′ |
| Oktävlein           | 2′ |
| Zimbel III          | 1′ |
| Trompete            | 8′ |

| Pedalwerk C–f1 |     |
| Subbass        | 16′ |
| Oktavbass      | 8′  |
| Bourdon        | 8′  |
| Holzpfeife     | 4′  |
| Fagott         | 16′ |

- Koppeln
- zwei freie und zwei feste Kombinationen
- Schleifladen
- mechanische Spieltraktur
- elektropneumatische Registertraktur

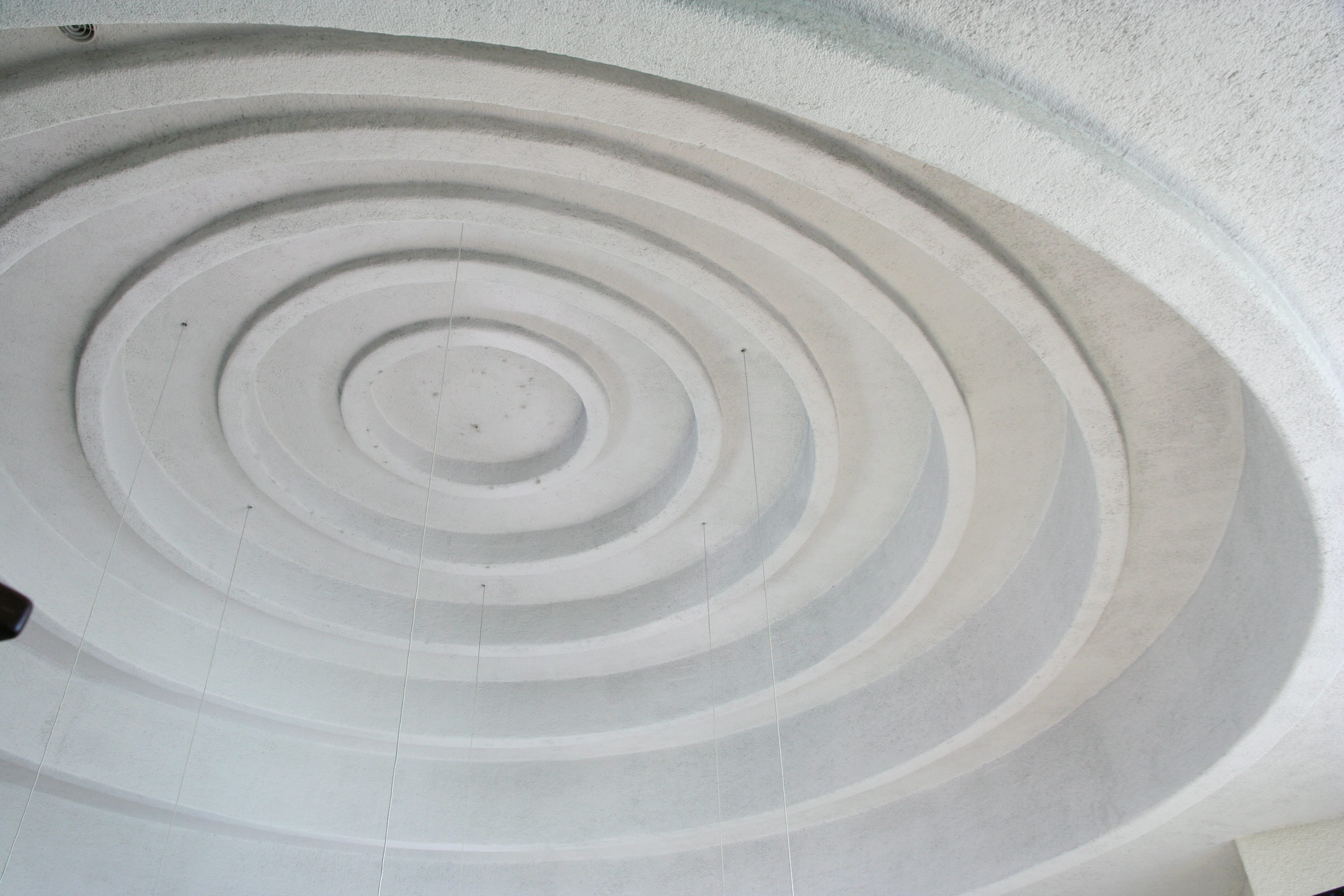
Decke, Detailaufnahme
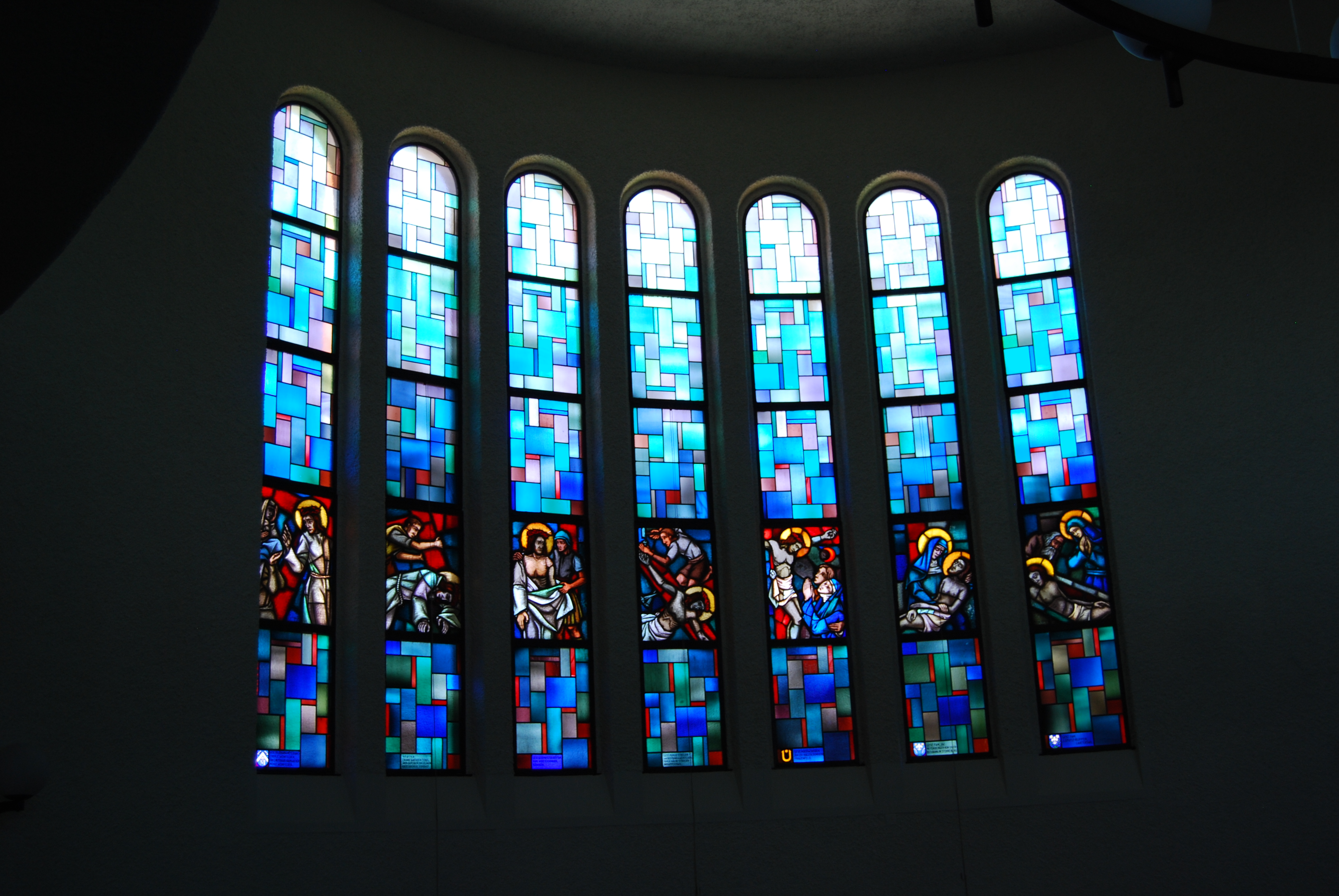
Glasfenster mit Kreuzweg
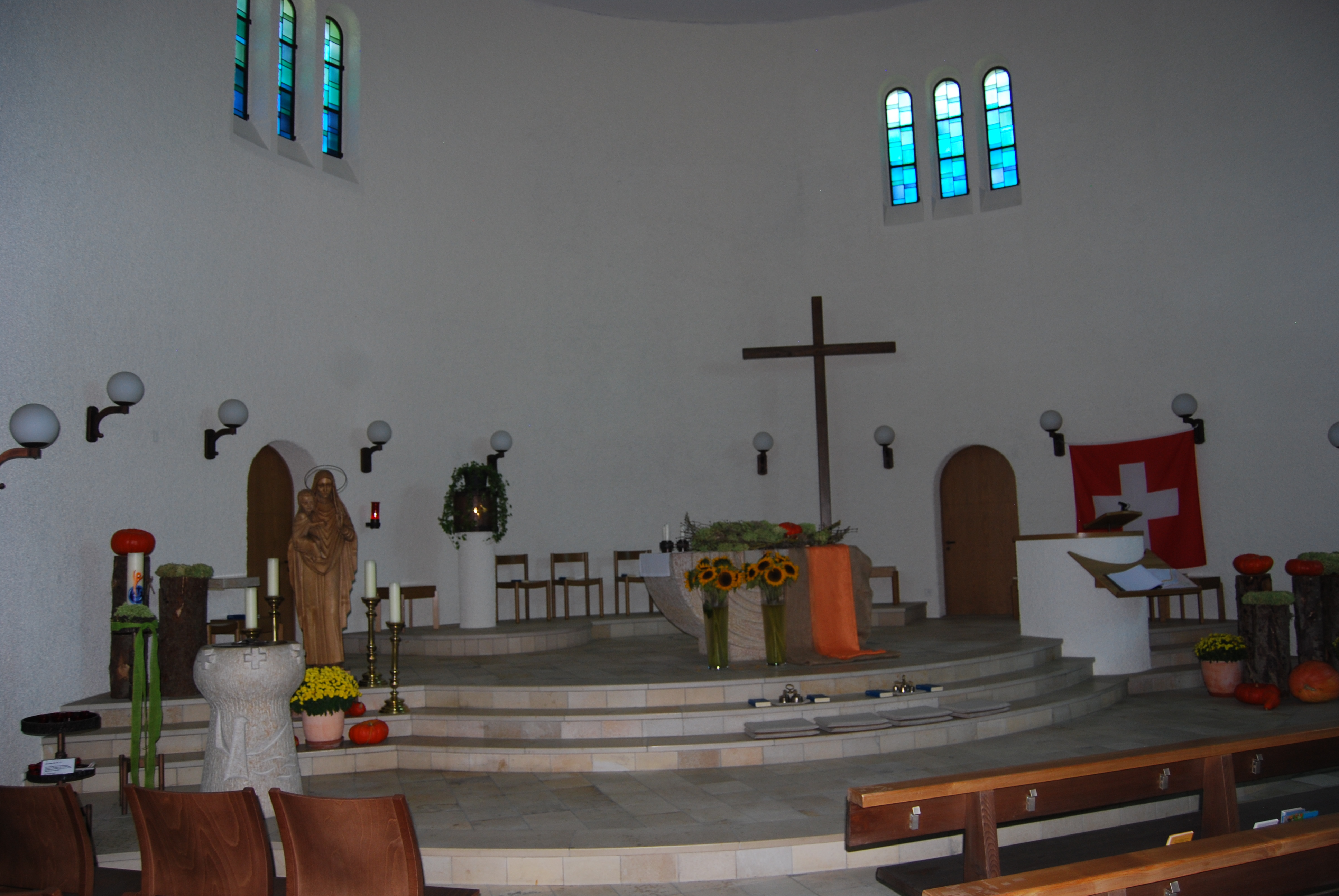
Altarraum